# Сіра акула рівнозуба
Сіра акула рівнозуба (Carcharhinus isodon) — акула з роду Сіра акула родини сірі акули. Інші назви «дрібнозуба сіра акула», «нічна акула», «мала акула-бик».

## Опис
Загальна довжина досягає 1,9 м, зазвичай 1,6-1,7 м. Зовнішністю схожа на короткоплавцеву сіру акулу. Голова помірно подовжена. Морда загострена. очі відносно великі, круглі з мигательною перетинкою. Рот серпоподібний. В його кутах присутні дуже добро помітні губні борозни. На верхній (12-15 рядків) та нижній (13-14 рядків) щелепах зуби мають однакову форму. За це отримала свою назву. Зуби дрібні, вузькі, гольчасті, з широким корінням. У неї 5 пар відносно довгих зябрових щілин. Вони досягають половини довжини основи переднього спинного плавця. Тулуб щільний. Шкіряна луска округлої форми, з 3 поздовжніми хребцями, на кінці з гострими зубчиками. Грудні плавці маленькі, серпоподібні, з гострими кінчиками. Має 2 спинних плавця з округлими кінчиками. Між ними відсутнє хребтове узвишшя. Передній спинний плавець значно більше за задній, має серпоподібну форму. Розташовано позаду грудних плавців. Задній спинний плавець розташовано навпроти або дещо позаду анального плавця. Хвостовий плавець гетероцеркальний, верхня лопать значно довше за нижню. Його задня крайка пряма, з вузьким, закругленим кінчиком.
Забарвлення спини сіре зі стальним, блакитним або бронзовим відливом. Черево білого або попелястого кольору. Іноді уздовж присутня бліда світла смуга.

## Спосіб життя
Воліє до прибережної акваторії, мілини, тримається на глибинах до 10 м, рідко спускається до 20. У літні місяці мігрує до північних районів. Здатна утворювати зграї. Живиться кефалью, оселедцями, макрелью та іншими костистими рибами, кальмарами, восьминогами, ракоподібними.
Статева зрілість настає при розмірах 1,2-1,4 м. Це живородна акула. Вагітність триває 12 місяців. Самиця народжує у травні-червні від 2 до 6 акуленят завдовжки 50-64 см. Народження відбувається 1 раз на 2 роки.
У деяким штатах США є об'єктом промислового вилову. Використовується у свіжому, соленому та сушеному вигляді.
Великої небезпеки для людини не становить, хоча зафіксовано факти травмування рибалок при витягуванні з води.

## Розповсюдження
Мешкає від штату північна Кароліна до штату Техас (США), біля Куби, південної Бразилії.